# Paul Lefèvre (acteur)
Pour les articles homonymes, voir Paul Lefèvre (homonymie) et Lefèvre.
Paul Lefèvre est un acteur français né à Chartres. Il interprète le rôle récurrent de Manu dans Scènes de ménages depuis le milieu de la saison 9.
Il réalise en 2015 A Love You, récompensé par le prix spécial du jury au Festival de l'Alpe de Huez,.

## Théâtre
- 2024 : Vive le vent de Philippe Lelièvre, mise en scène de l'auteur, théâtre de la Tour Eiffel

## Filmographie

### Cinéma
- 2013 : Malavita
- 2014 : Lucy
- 2015 : A Love You (réalisateur)
- 2017 : Valérian et la Cité des mille planètes
- 2018 : Comme des rois
- 2018 : Taxi 5
- 2019 : Damien veut changer le monde
- 2024 : Loups-Garous

### Télévision

#### Séries télévisées
- 2017 - présent : Scènes de ménages : Manu
- 2018 : La Faute de Nils Tavernier : Charles Rudet
- 2019 : Tropiques criminels : Lionel Alzan
- 2020 : Derby Girl : Victor Legendre
- 2022 : Manipulations : Bastien

### Documentaire-fiction
- 2017 : Pasteur et Koch, un duel de géants dans la guerre des microbes